# Izenave

Izenave este o comună în departamentul Ain din estul Franței.